# Hendrik Johannes Albarda
Mr. Hendrik Johannes Albarda (Harlingen, 4 juli 1822 – Sneek, 22 februari 1881) was een Nederlands jurist.

## Biografie
Albarda was lid van het juristen- en patriciaatsgeslacht Albarda en een zoon van Fries bestuurder Jan Albarda (1791-1858) en Anna Westra (1789-1863). Hij bleef ongehuwd.
Albarda begon in januari 1842 aan een juridische studie aan de hogeschool van Groningen. In mei 1843 ging hij studeren in Leiden. Op 21 september 1850 promoveerde Albarda in Groningen en werd advocaat bij het provinciaal gerechtshof van Friesland. Vanaf 1858 was hij substituut-griffier van de rechtbank te Sneek totdat hij in 1867 diezelfde functie kreeg bij het gerechtshof Leeuwarden. In 1870 verruilde hij die functie voor die van het griffierschap bij de rechtbank bij zijn eerdere standplaats Sneek, hetgeen hij tot 1877 bleef.
- Biografisch Portaal: 86473889